# La Vinya
La Vinya es un complejo deportivo del Girona FC situado en la localidad gerundense de Viloví de Oñar.
Además de los entrenamientos, en el complejo se encuentran las oficinas de la sociedad anónima deportiva, los campos de entrenamiento del primer equipo y, durante el verano, se celebra el denominado "campus de verano de Mareo" desde 2018, para jóvenes futbolistas de entre ocho y dieciséis años.

## Instalaciones
Situada en el anexo del PGA Catalunya Resort, a unos 16 km de Gerona, tiene una superficie de 20 000 m². Su mayor aliciente son los dos campos de fútbol que posee uno de 110x72m., de césped híbrido, y otro de 160x72m. de césped natural. Complementan estas instalaciones tres áreas, una con vestuarios, oficinas y despachos, otra área para fisioterapeutas y médicos, un gimnasio y un aparcamiento.